# Jean-Michel Mathieux-Marie
Pour les articles homonymes, voir Marie.
 (août 2022).
La mise en forme du texte ne suit pas les recommandations de Wikipédia : il faut le « wikifier ».
Les points d'amélioration suivants sont les cas les plus fréquents. Le détail des points à revoir est peut-être précisé sur la page de discussion.
- Les titres sont pré-formatés par le logiciel. Ils ne sont ni en capitales, ni en gras.
- Le texte ne doit pas être écrit en capitales (les noms de famille non plus), ni en gras, ni en italique, ni en « petit »…
- Le gras n'est utilisé que pour surligner le titre de l'article dans l'introduction, une seule fois.
- L'italique est rarement utilisé : mots en langue étrangère, titres d'œuvres, noms de bateaux, etc.
- Les citations ne sont pas en italique mais en corps de texte normal. Elles sont entourées par des guillemets français : « et ».
- Les listes à puces sont à éviter, des paragraphes rédigés étant largement préférés. Les tableaux sont à réserver à la présentation de données structurées (résultats, etc.).
- Les appels de note de bas de page (petits chiffres en exposant, introduits par l'outil «  Source ») sont à placer entre la fin de phrase et le point final[comme ça].
- Les liens internes (vers d'autres articles de Wikipédia) sont à choisir avec parcimonie. Créez des liens vers des articles approfondissant le sujet. Les termes génériques sans rapport avec le sujet sont à éviter, ainsi que les répétitions de liens vers un même terme.
- Les liens externes sont à placer uniquement dans une section « Liens externes », à la fin de l'article. Ces liens sont à choisir avec parcimonie suivant les règles définies. Si un lien sert de source à l'article, son insertion dans le texte est à faire par les notes de bas de page.
- La présentation des références doit suivre les conventions bibliographiques. Il est recommandé d'utiliser les modèles {{Ouvrage}}, {{Chapitre}}, {{Article}}, {{Lien web}} et/ou {{Bibliographie}}. Le mode d'édition visuel peut mettre en forme automatiquement les références.
- Insérer une infobox (cadre d'informations à droite) n'est pas obligatoire pour parachever la mise en page.

Pour une aide détaillée, merci de consulter Aide:Wikification.
Si vous pensez que ces points ont été résolus, vous pouvez retirer ce bandeau et améliorer la mise en forme d'un autre article.
 (août 2022).
 (août 2022).
L'article doit être relu — et modifié si nécessaire — par des contributeurs indépendants pour apporter un regard critique aux contributions effectuées en violation des conditions d'utilisation de Wikipédia, tant sur la forme (notamment concernant le style encyclopédique, la proportionnalité) que sur le fond (la neutralité de point de vue, la qualité et l'indépendance des sources).
 (août 2022).
Jean-Michel Mathieux-Marie, dit J3m ou Jmmm, né le 16 avril 1947 à Paris, est un artiste graveur français, inventeur de la technique du tireté-sec en 2018. 
Il a proposé une pratique et une impression de la pointe-sèche différentes en gravant de façon toujours plus fine sur des plaques d'acier et non de cuivre, avec des pointes en matériaux très durs, tels le carbure de tungstène et le diamant. Il a également proposé différentes innovations dans les domaines de la « gravure en pointillé », des clair-obscur ou camaïeu, et enfin de la manière noire. 
Jean-Michel Mathieux-Marie est également pastelliste, dessinateur, et pratique la photographie.

## Biographie
Jean-Michel Mathieux-Marie est le deuxième enfant de Gaston Mathieux, ingénieur en travaux publics et de Marie-Louise Marie, dessinatrice. Il passe son enfance à Villiers-le-Bel, dans le Val d'Oise.
En 1966, à l’âge de 19 ans, il expose pour la première fois des dessins au stylo-bille sous le nom de Jean-Michel Mathieux lors d'un salon se tenant rue de Seine à Paris dans la galerie Raymond Duncan.
Déçu par les conditions d'exercice de la profession d'architecte, il étudie la gravure en rejoignant en 1977 l'atelier Jean Delpech des Cours du soir de la Ville de Paris à Montparnasse.
En 1978, il remporte le 2e prix général de dessin d'art de la Ville de Paris. Il commence alors à exposer ses premières pointes-sèches dans les galeries parisiennes.
En 1983, il illustre une nouvelle de Michel Déon « Une jeune Parque », éditée par La Palatine. En 1983, il est boursier de la Ville de Paris à la Casa Vélasquez à Madrid, ce qui lui permet de séjourner un an à Madrid. Il y entreprend une douzaine de pointes-sèches pour illustrer des textes d’Impressions et paysages, le tout premier livre de Federico Garcia Lorca écrit en 1918. Il s'initie par ailleurs au pastel. Il effectue également des dessins au stylo-bille lors de ses multiples voyages à travers l'Espagne. Tous ces travaux font l'objet d'expositions personnelles à la galerie Michelle Broutta à Paris en 1989,, et à l'Académie des Beaux-arts de Madrid (1989).
En 1984, il reçoit le prix Paul-Louis Weiller de l'Académie des Beaux-arts de Paris. Cette même année, il grave pour les Bibliophiles de France, 8 pointes-sèches double pleine page pour illustrer La Route, récit de Julien Gracq.  
C'est en exposant au Salon de Bayeux qu'il découvre Port-en-Bessin. Il y revient régulièrement pour y effectuer des séries de dessins et gravures d'après nature. Il expose à l'Hôtel de Ville de Port-en-Bessin en 1984 et en 1992.
En 1987, une première rétrospective de son œuvre gravée a lieu à la Fondation Taylor.
En 1991, il illustre Le Parti pris des choses de Francis Ponge, ouvrage qui donne lieu à des expositions personnelles à la galerie Michelle Broutta en 1992 et au Musée Baron Gérard de Bayeux en 1993,,,.
En 1994, il obtient le Grand prix du Salon des Artistes Français dans la section gravure. Parallèlement, il entreprend une série de 51 vues des bords de Seine de Paris. Il les  regroupe sous le titre d’Au Fil dans un recueil accompagné d'un texte de Franck Kausch qu'il édite à compte d'auteur en 1993,. Cette série est suivie d’Au Fil 2, recueil de 21 autres pointes-sèches sur le même thème, accompagnées de poèmes inspirés de chacune des gravures écrits par le poète Pascal Payen-Appenzeller, rédité en 2008.
En 1996, il grave une suite de 8 gravures de vues imaginaires de Venise qu'il expose à la librairie Kieffer en 1997. Effectuant de courts voyages à Rome, il entame également des séries de pointes-sèches gravées d'après nature sur plexiglas ayant pour thème les ruines romaines en particulier la Villa Adriana célébrée jadis par Piranèse, et des vues fantastiques d'architecture futuriste. 
En 2001, une exposition consacrée aux « états » de ses pointes-sèches a lieu à la galerie Cadre libre à Paris sous le titre Réhauts et rajouts divers,.
En 2004, il est lauréat prix de gravure Kiyoshi Hasegawa de la Fondation Taylor. En 2006, il obtient le prix Léon Georges Baudry, prix décerné par la même institution, et une rétrospective de ses gravures et de ses pastels a lieu à la Fondation Taylor en 2007. À cette occasion il édite un catalogue de son œuvre gravée,. En 2008, il obtient le prix Michel Ciry et est invité d'honneur au salon de la Nationale des Beaux-arts en 2010.
A cette époque, tirant parti de la transparence du plexiglas, il revisite la pratique du clair-obscur en taille douce en juxtaposant la plaque réservée au noir et celle réservée au blanc, tant au niveau de la gravure même que de l'impression. Il étend cette stratégie à la gravure en couleur en gravant une plaque pour chaque couleur. Parallèlement et en faisant usage de lames très effilées et tranchantes pour entailler la matrice, il met au point une façon de graver des lignes en pointillé ; technique qu'il dénomme « tireté-sec ».
En 2016, une rétrospective de son œuvre incluant gravures, pastels et dessins, a lieu au Panorama Museum en Allemagne,.

## Thématiques des œuvres
L'ensemble du travail de Jean-Michel Mathieux-Marie est fondé sur le clair-obscur.
La nature est omniprésente dans ses œuvres : paysages d'Iran où il vécut avec son épouse Tarané ou paysages de mer et de rivages.
Son goût prononcé pour les jeux de perspective et sa maitrise du dessin d'architecture datant de ses études aux Beaux-arts, l'incite à effectuer de multiples Vedute : Paris, Bayeux, mais également Venise où il se rend plusieurs fois, Rome où il crée des séries de Vedute de ruines romaines en les gravant d'après nature sur plexiglas. Il grave également des vues d'architecture visionnaire d'inspiration futuriste,.

## Expositions
C'est en 1966, à l'âge de 19 ans que Jean-Michel Mathieux-Marie expose pour la première fois des dessins au stylo-bille au Salon de Noël de la galerie Raymond Duncan rue de Seine à Paris. Par la suite, il participe à de nombreuses expositions collectives et salons tels Le salon de Bayeux, Le Trait, le salon des Artistes Français, Le salon du dessin et de la peinture à l'eau, Les peintres graveurs français, Gravure passion, Pointe et Burin, et la Société Nationale des Beaux-arts dont il fut invité d'honneur en 1979.

## Ouvrages
Jean-Michel Mathieux-Marie a réalisé de nombreuses gravures pour illustrer des ouvrages de bibliophilie, gravures dont il a lui-même imprimé l'intégralité ; ce qui représente des milliers de tirages.
- Une jeune Parque – Michel Déon, avec 3 pointes-sèches sur cuivre, éditeur : La palatine, 1982
- La Route – Julien Gracq, avec 8 pointes-sèches sur acier double pleine page, éditeur : Les Bibliophiles de France, 1984
- Canéphore de cauchemar – Federico Garcia Lorca, avec 12 pointes-sèches sur cuivre, éditeur : Le Livre Contemporain, 1988
- Voyage dans le Parti pris des choses de Francis Ponge, avec 10 pointes-sèches sur acier, éditeur : Les pharmaciens bibliophiles, 1992
- La Finale – Vassilis Alexakis, avec 1 pointe-sèche sur acier et 9 dessins, éditeur : Manière noire, 2004

## Éléments bibliographiques
- Au fil 1 – 5 remarques sur la fragmentation scénique, Franck Kausch, 1993
- 180 Gravures de Jean-Michel Mathieux-Marie, catalogue de l'exposition au Musée Baron Gérard de Bayeux, 1993, incluant La griffe, le velours et la soie, Claude Bouret - L'artiste dans le livre, Alan Chatham de Bolivar - Tantale ou de la pointe-sèche, Franck Kausch - Les jeux du Soleil, Georges Goubot
- La Gravure contemporaine, Marie Jeanine Solvit, p 119-123 – Le temps apprivoisé,1996 -  (ISBN 2-283-58237-7)
- Jean-Michel Mathieux-Marie - Œuvre gravé 1977-2007 - catalogue édité à compte d'auteur - Une pointe-sèche jamais n'abolira le nuage, Claude Bouret
- Et l'œil se mit à voir - catalogue de la rétrospective de Jean-Michel Mathieux-Marie au Panorama Musem en RDA -  (ISBN 978-3-938049-31-0) incluant Jean-Michel Mathieux-Marie graveur hélicoïdal, Maxime Préaud  - JMMM et l'Art Visionnaire, Pierre Higonnet - La découverte de la lumière, Gerd Lindner - Brève histoire du pastel par touches superposées, Pascal Bonafoux
- Portraits d'Ateliers vol.1, Maxime Préaud - Comité National de l'estampe - 2016 -  (ISBN 979-10-96279-03-6)
- La Gravure Originale : histoire de 50 ans d'édition d'estampes - catalogue d'exposition avec introduction de Jean-Michel Mathieux-Marie, 2020
- L'Amateur d'estampes contemporaines, 51 éditions - catalogue d'exposition avec un texte de Jean-Michel Mathieux-Marie, 2021